# Reghiu
Reghiu é uma comuna romena localizada no distrito de Vrancea, na região de Moldávia. A comuna possui uma área de 66.39 km² e sua população era de 2507 habitantes segundo o censo de 2007.